# St. Peter (Bacharach)

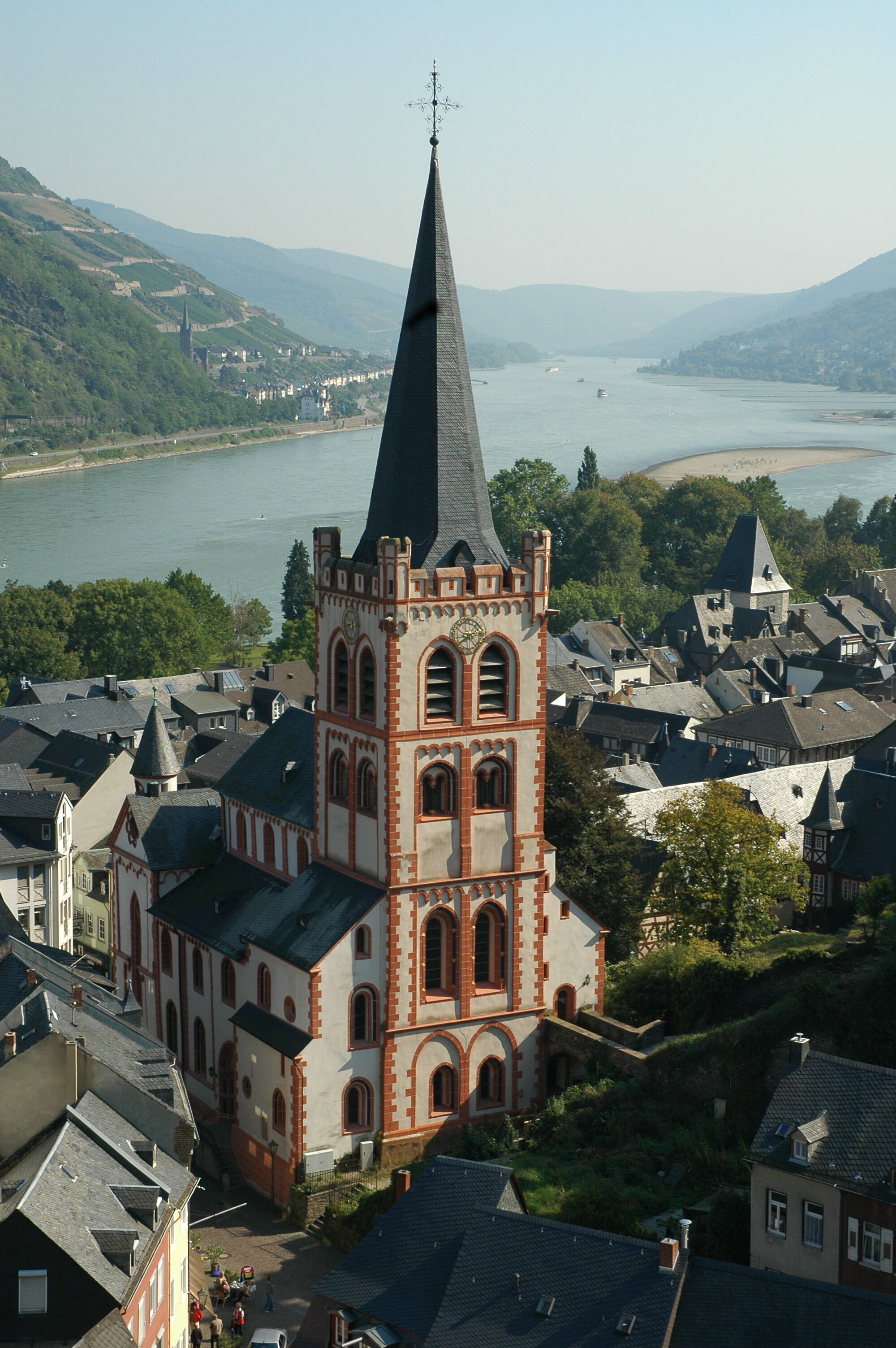
St.-Peter-Kirche in Bacharach

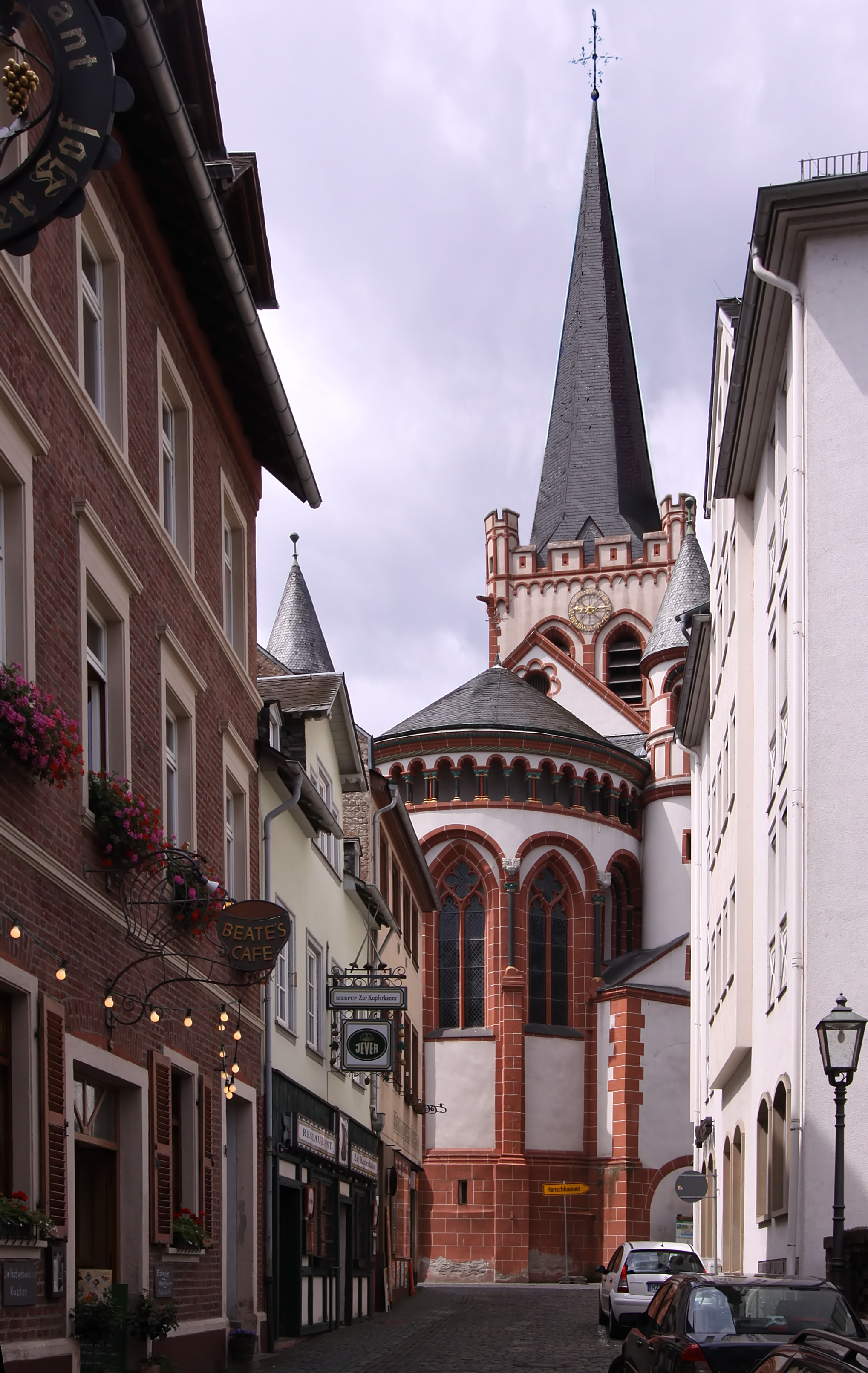
Pfarrkirche St. Peter, Chorfassade mit von Rundtürmen flankierter Apsis

Pfarrkirche St. Peter, Langhaus mit mittelalterlicher Ausmalung

Die Kirche St. Peter in Bacharach ist eine ehemalige Stiftskirche. Sie ist seit der Reformation in der Kurpfalz 1556 evangelisch und gehört zur Evangelischen Kirchengemeinde Vierthäler im Kirchenkreis Koblenz der Evangelischen Kirche im Rheinland.
Seit 2002 ist die Kirche St. Peter Teil des UNESCO-Welterbes Oberes Mittelrheintal, des Weiteren ist sie ein geschütztes Kulturgut nach der Haager Konvention.

## Allgemeines
St. Peter repräsentiert in Bacharach den rheinischen Übergangsstil. Das Gotteshaus wurde ab 1230 bis 1269 als dreischiffige Emporenbasilika erbaut und Ende des 19. Jahrhunderts erneuert. Der viergeschossige Wandaufriss orientierte sich trotz der weitgehend romanischen Bauweise an der Frühgotik des französischen Kirchenbaus, der in dieser Zeit besonders im Rheinland gern als Vorbild genommen wurde. Von 1194 bis zur Reformation gehörte St. Peter zum Kölner Andreas-Stift. Das Stift stellte den Pfarrer und war im Viertälergebiet zuständig für die kirchliche Gerichtsbarkeit, die ihren Sitz im alten Kurkölnischen Saalhof gegenüber der Kirche hatte. Trotz Einführung des Heidelberger Katechismus im Jahre 1563 war der Übergang zum reformierten Bekenntnisstand erst mit dem Konvent von Manubach im Jahre 1598 vollzogen. 1620 stellte die spanische Besatzung den katholischen Bekenntnisstand der Kirche wieder her, was die schwedische Besatzung um 1632 wieder rückgängig machte. 1810 riss die französische Verwaltung den Saalhof ab, und heute befindet sich der Altkölnische Saal an der Stelle.

## Außenbau
Die Hanglage und das knappe Platzangebot verlangten nach einem Grundriss mit geringer Länge. Entsprechend steil fallen die Proportionen des Mittelschiffes aus. An das nicht vortretende Querhaus schließt sich im Osten eine halbkreisförmige Apsis mit Zwerggalerie an, flankiert von zwei runden Chortürmen. Dominiert wird das Kirchenbauwerk von dem in das Langhaus einspringenden Westturm, dessen zinnenbekröntes, spätgotisches Obergeschoss aus dem Jahre 1478 stammt. Eine schlanke, achtseitige Dachpyramide aus der gleichen Zeit bildet den Abschluss.

## Inneres
Die heutige Ausmalung erhielt das Gotteshaus im Zuge der von 1968 bis 1970 sowie von 1992 bis 1995 durchgeführten Restaurierungen. Dabei konnte ausschließlich auf eine Ende des 19. Jahrhunderts im Sinne des Späthistorismus rekonstruierte Farbfassung zurückgegriffen werden. Die mittelalterlichen Farbfassungen sollten die Funktion einzelner Architekturglieder erkennbar machen: die Pfeiler sind zum Beispiel in Grau gehalten, mit weißen Fugen; Rippen und Fensterwände sind englischrot gefasst, ebenfalls mit weißen Fugen.
Die romanischen Fenster der Apsis mussten beim gotischen Umbau im 14. Jahrhundert den größeren, mit Maßwerk versehenen Lanzettfenstern weichen. Im 15. Jahrhundert entstanden die Empore im südlichen Querarm sowie das dortige Netzgewölbe.
Das kurze, steile Mittelschiff ist 11 m lang und dabei 17 m hoch. Die Geschosse der Hochschiffwand ruhen auf Rundbogenarkaden mit rechteckigen Pfeilern. Als bauplastischer Schmuck dient eine Vielzahl von Blatt- und Knospenkapitellen. Über den östlichen Schiffspfeilern sind zu beiden Seiten figürliche Konsolen angebracht. Den Abschluss nach oben bildet das gebuste Gewölbe mit spitzen Gurt- und Schildbögen.
Die Seitenschiffe mit ihrem dekorativen Kreuzgewölbe und den hängenden Schlusssteinen sind verlängert und reichen bis an die Westwand des die ganze Breite des Langhauses einnehmenden Westquerbaus. Dort leiten sie nach innen in den nach drei Seiten offenen hallenartigen Raum unter der Westempore über. Auf der Südseite des Langhauses sind an der Ostwand des Querhausarmes und am westlichen Ende des Seitenschiffes zwei sehenswerte Grabmäler zu finden: für den Forstmeisters Johann Friedrich von Wolfskehl († 1609) sowie für den Bacharacher Amtmann und Zollschreiber Meinhard von Schönberg († 1596). An der Ostwand des nördlichen Querhausarmes befindet sich eine übergroße Darstellung des Heiligen Christophorus.

## Ansichten

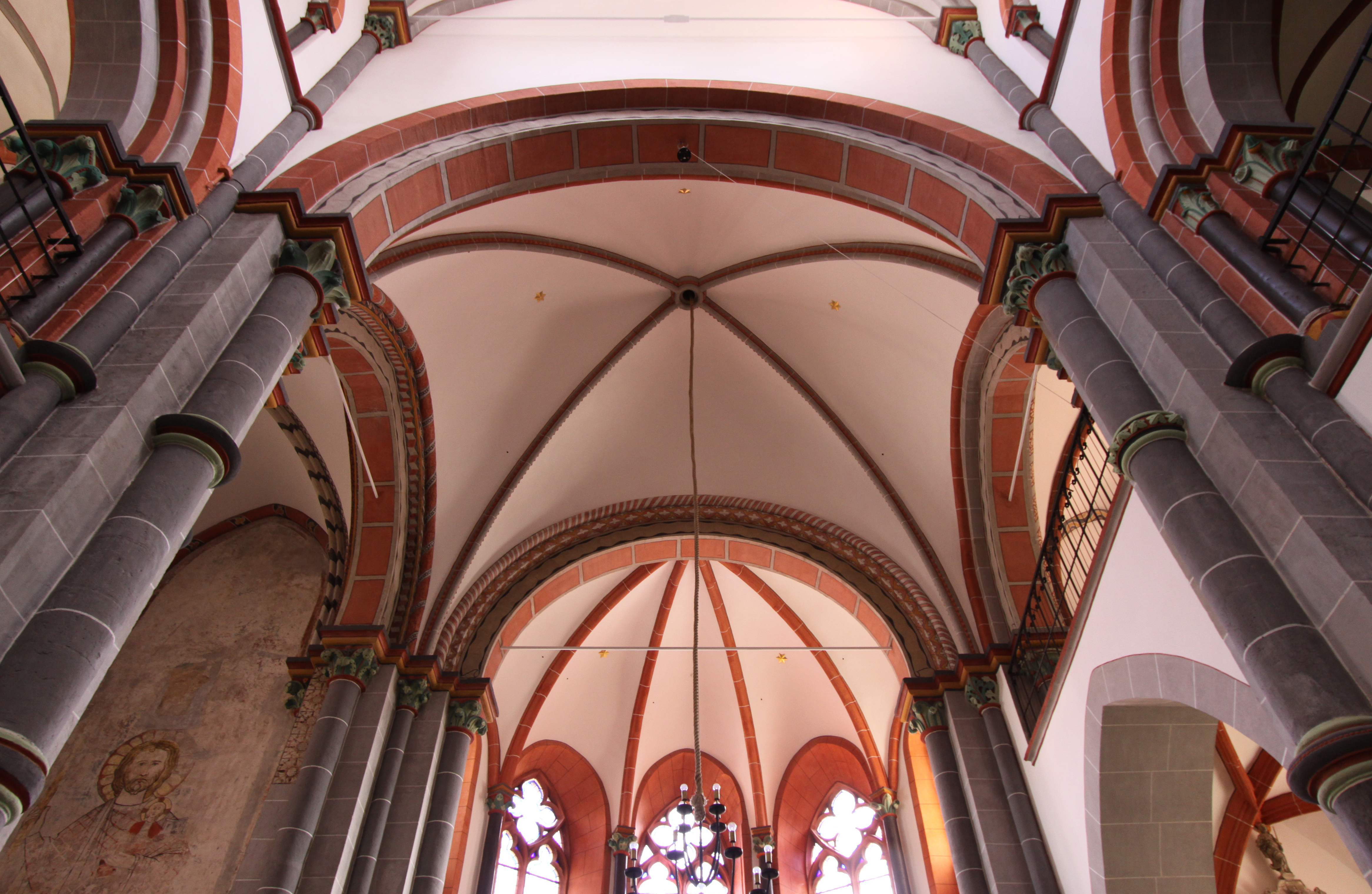
Gewölbe von Querhaus und Apsis
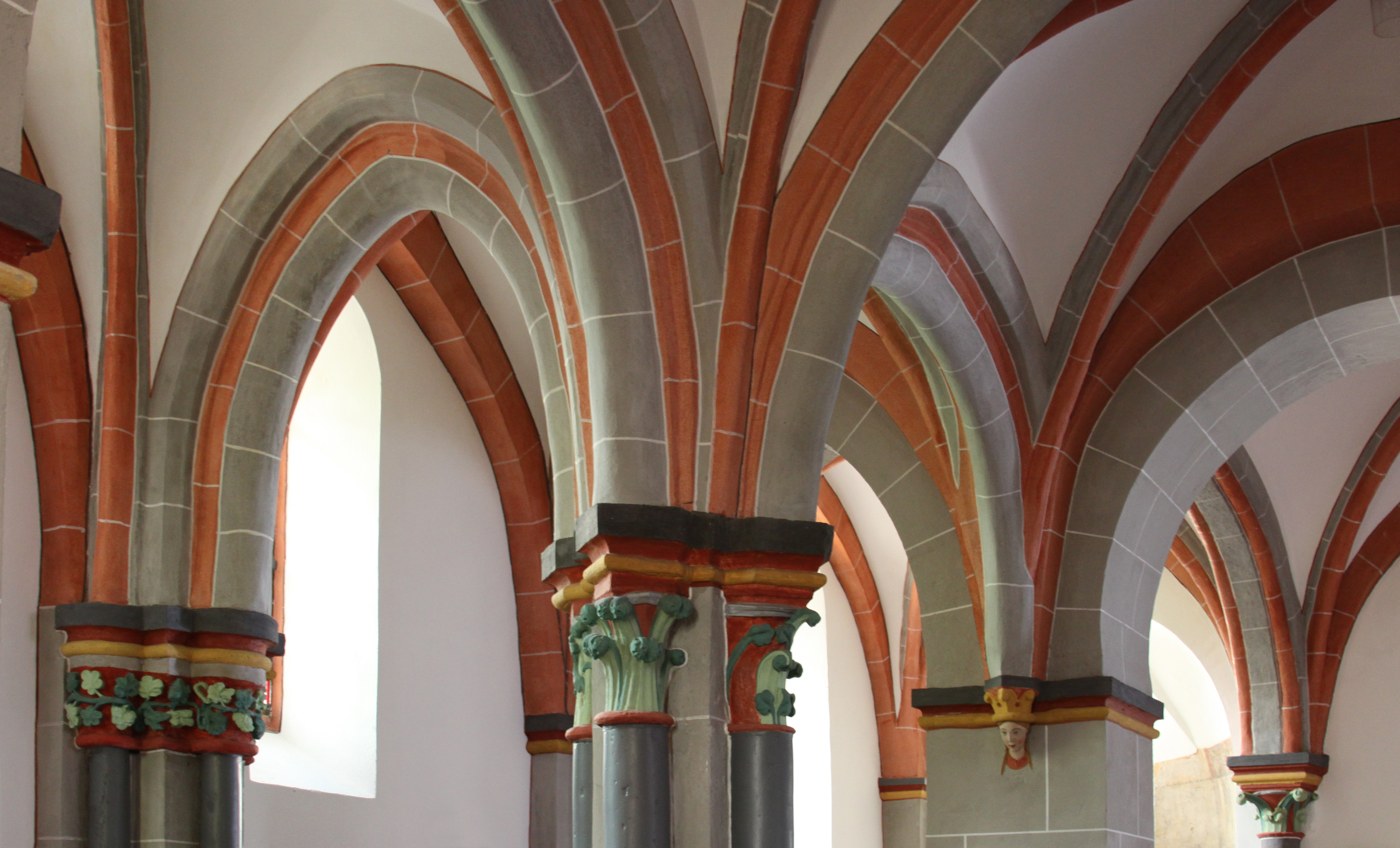
Gewölbe der Westturmhalle
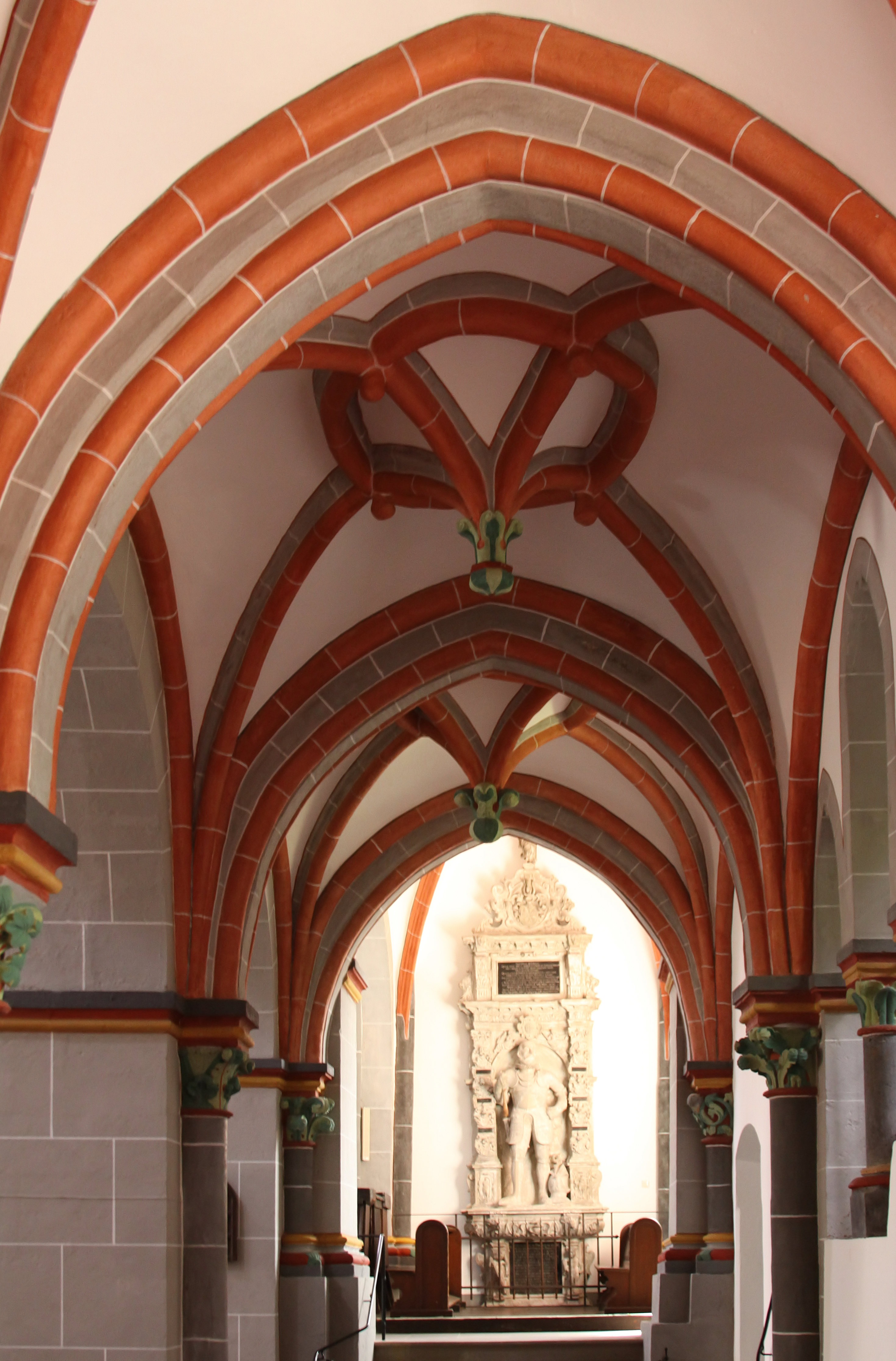
Südliches Seitenschiff mit hängenden Schlusssteinen
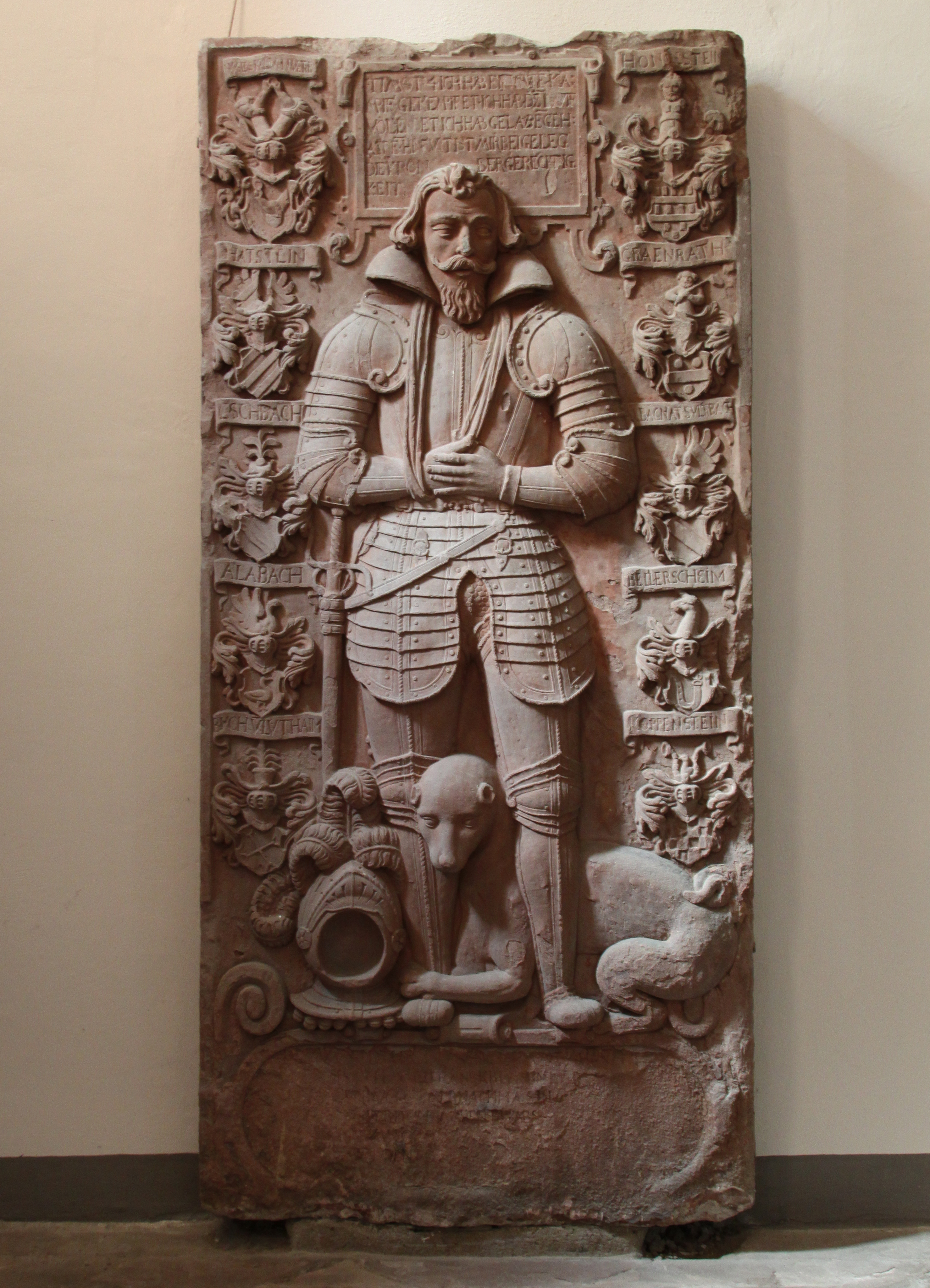
Grabmal des Johann Friedrich von Wolfskehl

## Orgel

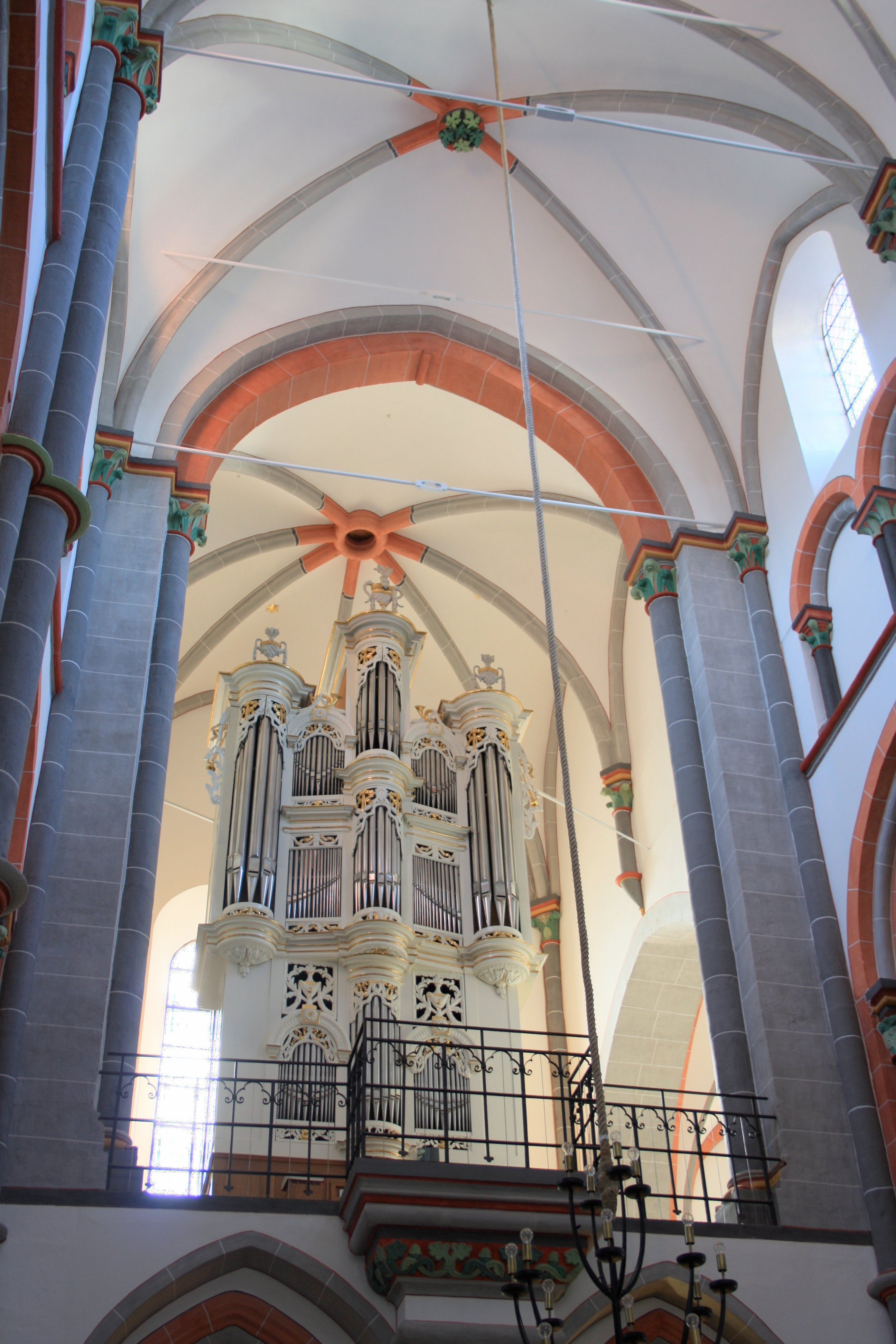
Prospekt der historischen Orgel

Die Orgel wurde 1826 von den Gebrüdern Stumm (Sulzbach/Hunsrück) in dem historischen Orgelgehäuse aus den Jahren 1792–1793 erbaut. Das zweimanualige Instrument ist weitgehend erhalten und wurde nach einer Heizungsverpuffung im Jahre 2007 wieder hergerichtet. Es hat heute 26 Register über zwei Manuale und Pedal.
| I Hauptwerk C–f3 |        |
| Principal        | 8′     |
| Hohlpfeif        | 8′     |
| Viola da Gamba   | 8′     |
| Octav            | 4′     |
| Flöt             | 4′     |
| Salicional       | 4′     |
| Quint            | 3′     |
| Superoctave      | 2′     |
| Terz             | 1 3⁄5′ |
| Mixtur IV        |        |
| Cornett IV       |        |
| Trompete         | 8′     |

| II Unterpositiv C–f3 |    |
| Gedackt              | 8′ |
| Flaut travers        | 8′ |
| Principal            | 4′ |
| Flöt                 | 4′ |
| Salicional           | 4′ |
| Quint                | 3′ |
| Octav                | 2′ |
| Cymbel III           |    |
| Krummhorn            | 8′ |
| Vox humana           | 8′ |
| Tremulant            |    |

| Pedal C–f1 |     |
| Subbaß     | 16′ |
| Octavbaß   | 8′  |
| Flötbaß    | 4′  |
| Posaune    | 16′ |

- Koppeln: II/I, I/P, II/P